# Манфалут
Манфалу́т — город в Египте, расположен в губернаторстве Асьют, на левом (западном) берегу Нила, примерно в 40 км к югу от города Эль-Минья. Население 140 215 жителей. Важный центр сельского хозяйства, главная культура — гранат. Основная достопримечательность — монастырь Сент Мина Аль-Агайби. Также в городе родился известный египетский писатель и поэт Мустафа Лютфи (Лутфи) Аль-Манфалути.